# Passif éventuel
Le passif éventuel correspond, pour une entité économique et dans le domaine de la comptabilité générale, ou de la prospective économique ou de la gestion du risque (pour son aspect économique) aux obligations potentielles de remboursement à des tiers de dégâts matériels ou aux personnes en cas de survenue d'un évènement impliquant la responsabilité de l'entité, jugé peu probable mais dont les conséquences seraient graves en cas de réalisation

## En France
Dans ce pays, du point de vue comptable, le passif éventuel est définie comme suit :
- « une obligation potentielle de l'entité à l'égard d'un tiers résultant d'événements dont l'existence ne sera confirmée que par la survenance, ou non, d'un ou plusieurs événements futurs incertains qui ne sont pas totalement sous le contrôle de l'entité » (exemple accident majeur) [1]
- « une obligation de l'entité à l'égard d'un tiers dont il n'est pas probable ou certain qu'elle provoquera une sortie de ressources sans contrepartie au moins équivalente attendue de celui-ci ". » [1].

## Dans la comptabilité
Un passif éventuel peut être « non comptabilisé mais mentionné dans l’annexe » du plan comptable (P.C.G. art 312-5 nouv) .

Il peut s'agir d'un  « Passif virtuel, en puissance, qui peut se réaliser sans réelle certitude » .

Ce peut être un des champs d’indétermination d'un aléa moral défini par Roger Caillois comme « jeu où, à l’inverse, la décision ne dépend pas du joueur mais du destin » » 

## Enjeux
Ce sont notamment des enjeux socio-économiques et de prospective. Ils concernent aussi l'acceptabilité du risque, la gestion du risque, la gestion de crise, et l'aléa moral, et le principe de précaution, notamment dans le domaine de l'accidentologie et des cindyniques.

Ils sont plus importants dans certains domaines nouveaux (moins bien connus en termes de risque à moyen et long terme) où les accidents sont susceptibles d'être rares, mais éventuellement à haut-risque et non couverts par les assurances
- Industrie nucléaire ;
- Biotechnologies ;
- Nanotechnologies ;
- Spéculation financière et boursière accélérée par les NTIC et la mondialisation, avec risques accrus de crise boursière ;
- assurances et système réassuranciels des domaines cités ci-dessus. Ils peuvent contribuer à couvrir une partie du risque, mais - en raison de l'incertitude - sans pouvoir en prendre en compte toutes les dimensions (Cf. risques faibles de lourdes pertes souvent qualifiés de risques extrêmes (qui ne sont d'ailleurs pas couverts par les assurances)[4], notamment en raison des incertitudes quant à l'expression du risque dans l'espace et le temps[4], des plafonds de couverture et clauses d'exemptions prévus par les assurances, et de l'importance géographique et potentiellement transgénérationnelle des dommages (pollutions atmosphériques ou de l'eau transfrontières, ou colportées par des migrations animales). La provision et un système assurantiel solidaire (Assuratome) sont les solutions actuellement retenues, mais qui se sont déjà avérées insuffisantes dans le cas de Tchernoybl entre 1986 et 2011 (Cf. par exemple les difficultés à financer les sarcophages 1 et 2) puis de Fukushima en 2011).

La prise en compte comptable du risque d'enchainements imprévus de petits accidents ou d'erreurs humaines, ou d'associations de risques mineurs devraient aussi faire l'objet de plus d'attention, car pouvant conduire à une crise majeure (par effet domino). Ceci est encore plus vrai pour l'association synergique de deux ou plus risques majeurs (ex : l'association d'un tremblement de terre, d'un tsunami et d'un accident nucléaire, situation qualifiée de Genpatsu-shinsai au Japon)

## Précaution
La comptabilité générale veut - par prudence économique - qu'une entité ne transfère pas sur les générations futures ou l'avenir de l'entreprise les incertitudes présentes susceptibles de fortement grever ou détruire demain son patrimoine et son résultat économique, mais la prise en compte comptable du risque extrême est défaillante car « tout risque dont la probabilité de survenance est trop incertaine n'apparaît pas dans les traitements comptables ». 
De plus, parmi les trois modes existant de traitement comptable du risque :
1. la provision (telle qu'actuellement conçue), définie par Colasse[6] ;
2. l'assurance ;
3. Le passif éventuel.

Aucun de ces 3 modes de traitement comptable ne sont adaptés au risque majeur ou extrême où, « pour apprécier la gravité d’un risque, c’est la gravité  potentielle des conséquences de l’accident qui doit être la référence et non pas le taux d’occurrence probable car un risque à probabilité d'occurrence faible peut être de grande ampleur par ses conséquences ».